# John Cameron (calciatore)
John Cameron (Ayr, 13 aprile 1872 – Glasgow, 20 aprile 1935) è stato un calciatore e allenatore di calcio scozzese, di ruolo attaccante.

## Carriera

### Club
Nato ad Ayr, ha studiato presso l'Ayr Grammar School iniziando ad indirizzarsi verso il calcio già da giovanissimo, militando per un certo periodo nell'Ayr Parkhouse, prima di trasferirsi al Queen's Park nel 1895. Totalizzò cinque presenze nella Glasgow Cup e segnando una sola rete per gli Spiders (non totalizzò alcuna presenza in campionato perché la squadra non ebbe modo di iscriversi alla Scottish Football League).
Inizialmente era impiegato in un ufficio di spedizioni di Liverpool, finché poi ricevette la chiamata da parte dell'Everton ad unirsi alla squadra. Durante la sua esperienza ai Toffees venne adattato al ruolo di centravanti. Debuttò ufficialmente con la nuova maglia nell'ottobre 1895, quando l'Everton batté per 5-0 lo Sheffield United. Durante la sua esperienza, totalizzò in tutto 48 presenze e 14 reti, due dei quali in FA Cup. Inoltre, al tempo era il giocatore più pagato della squadra.
Nel febbraio del 1898, quando era ancora sotto contratto con l'Everton, fu coinvolto in un caso di sindacalizzazione dei calciatori a dispetto sia delle direttive della Lega che delle proposte del club, la quale sosteneva che tutta questa diatriba fosse legata alla volontà di ricevere stipendi molto più elevati. Poiché la Lega non era disposta ad accettare giustificazioni al riguardo, Cameron decise di rescindere il contratto con la società.
Successivamente, nel maggio dello stesso anno, venne ingaggiato dal Tottenham di Frank Brettell nella Southern Football League. Pochi mesi dopo la firma, il tecnico decise di rescindere il proprio contratto con gli Spurs data la sua volontà di unirsi al Portsmouth: ciò comportò una vera a propria situazione di crisi all'interno della società che non riuscì a trovare un sostituto all'altezza, vedendosi costretti ad affidare la guida della squadra proprio a Cameron. Già alla sua prima partita in carica, ottenne una vittoria record: infatti il Tottenham, dopo aver battuto il Sunderland in FA Cup, divenne la prima squadra di serie inferiori a vincere contro un club di massima serie. Nel 1900 guidò la squadra alla vittoria del campionato di Southern Football League e l''anno successivo alla finale di FA Cup 1900-1901: dopo aver pareggiato la finale per 2-2, alla fine gli Spurs riuscirono a vincere la partita di spareggio, con Cameron che mise a segno la rete del definitivo 3-1. Con lui alla guida, il club riuscì a piazzarsi per due volte al secondo posto (1902 e 1904). In tutto, con la maglia del club londinese ha totalizzato 293 presenze e segnato 139 reti.

### Nazionale
Durante il suo periodo di militanza all'Everton, fu convocato per la Nazionale scozzese, debuttando ufficialmente con essa in una gara pareggiata per 3-3 contro l'Irlanda. Con essa, inoltre, vinse anche il Torneo Interbritannico del 1896.

### Allenatore e detenzione in Germania
Dopo la sua prima esperienza manageriale con il Tottenham, si trasferì in Germania dopo aver ottenuto l'incarico di allenare il Dresdner SC. All'improvviso, durante il suo mandato da allenatore, scoppiò la prima guerra mondiale e fu detenuto presso il campo di internamento di Ruhleben, un campo di detenzione civile situato nel quartiere Spandau di Berlino. All'interno del campo furono organizzate varie organizzazioni sportive alla quale parteciparono molte persone. Inoltre, Cameron divenne per un breve periodo segretario della Ruhleben Football Association.
Cameron non fu l'unico giocatore di successo internato in quel campo: erano inclusi giocatori del calibro di Frederick Pentland, Sam Wolstenholme, Steve Bloomer, l'anglo-tedesco Edwin Dutton e John Brearley, suo ex compagno di squadra ai tempi del Tottenham. Il 2 maggio 1915 venne organizzata una gara tra una squadra formata dagli uomini selezionati da Bloomer, e mentre l'altra venne organizzata interamente da Cameron. Successivamente, nel 1918 è divenuto il nuovo allenatore dell'Ayr United. Ha lasciato l'incarico l'anno successivo.

## Palmarès

### Giocatore

#### Competizioni internazionali
- Torneo Interbritannico: 1

1896

### Giocatore-allenatore
- Coppa d'Inghilterra: 1

Tottenham: 1900-1901
- Southern Football League: 1

Tottenham: 1899-1900